# A Bzmot motorvonatok ideiglenes kivonása

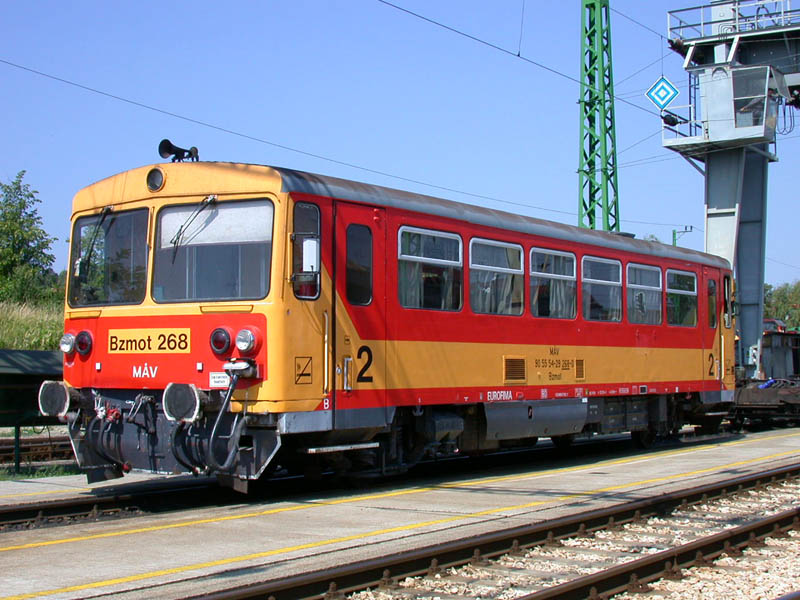
Bzmot motorkocsi, ez a sorozat volt érintett a 2003-as események során

A Bzmot motorvonatok ideiglenes kivonása egy 2003. január 23-án bekövetkezett esemény volt, amikor is a 259 darab, mellékvonalakon közlekedő Bzmot sorozatú motorkocsiból a MÁV 219-et ideiglenesen kivont a forgalomból azok tengelyproblémái miatt. Ezeket aztán fokozatosan engedte vissza a forgalomba, ahogy a javítások haladtak. A folyamat egészen az év végéig eltartott. Az intézkedés 520 településen nagyjából 11 ezer utast érintett.

## Előzmények
2002. november 13-án Ukk és Jánosháza között a 277-es pályaszámú Bzmot tengelytörés miatt kisiklott. Ennek következtében a MÁV összes Bzmotját ultrahangos keréktengelyvizsgálatnak vetették alá. A 2003. január 23-án megérkezett eredmény szerint a 259 motorkocsiból 219 megbukott, ugyanis úgy találták, hogy sikláshoz vezető repedések vannak azok tengelyein is. Ezeket gyakorlatilag azonnal, még aznap, minden előzetes bejelentés nélkül (ideiglenesen) kivonták a forgalomból.

## Hibajavítás, vonatpótlás

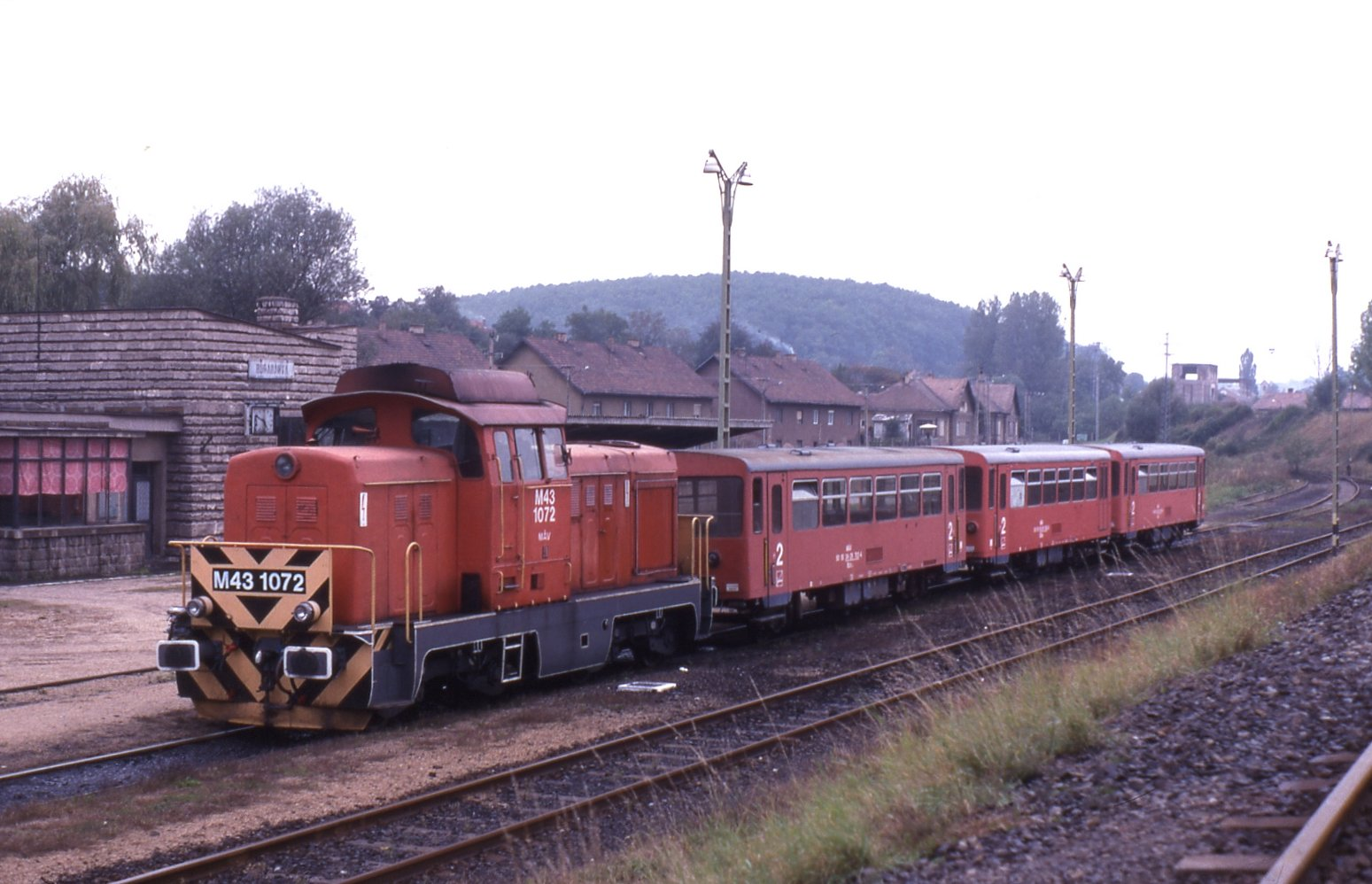
M43-as sorozatú dízelmozdony vontatta a Bz pótkocsik Rudabánya vasútállomáson, 1996-ban

A tengelyen talált repedések következtében a BZmot motorkocsikat leállították, emiatt 32 vasútvonalon egyik napról a másikra teljesen leállt a személyforgalom, máshol pedig jóval kevesebb járat közlekedett, néhol rövidített útvonalon. 520 település maradt vasúti közlekedés nélkül. A kiesett kapacitás pótlására az akkor még megyei alapon külön cégekből álló helyi Volánbuszokat kérték fel. Az érintett vasútvonalakon a havi és félhavi menetjegyeket a Volánbusznál is elfogadták, az elővételben megváltottakat pedig visszafizették. A Volánbusz társaságok egyike-másika hirtelen kapacitása maximumát kellett, hogy nyújtsa. Emiatt fordulhatott elő az, hogy a Vértes Volán kénytelen volt az Ikarus 55 típusú nosztalgiajárművét is hétköznapi forgalomba állítani.
A buszok mellett más megoldásokat is alkalmaztak a kieső motorvonatok pótlására. Gyakran előfordult, hogy merőben szokatlan módon egyes vonalakon egy MÁV M32-es vagy egy M43-as sorozatú dízelmozdony vontatta a Bz pótkocsikat. Azért esett ezekre a mozdonyokra a választás, mert az érintett vasúti pályák ezeknek a tengelyterhelését bírták el biztosan.
A rendelt alkatrészek 2003 márciusában megérkeztek, így ekkor kezdődhetett el a tengelyek cseréje. A javítások Szolnokon, Debrecenben, Szombathelyen és a mára már megszűnt Északi Járműjavítóban zajlottak. A munkákkal az év végére végeztek, addig pedig ahogy készültek el a motorvonatok, úgy álltak fokozatosan újra forgalomba.

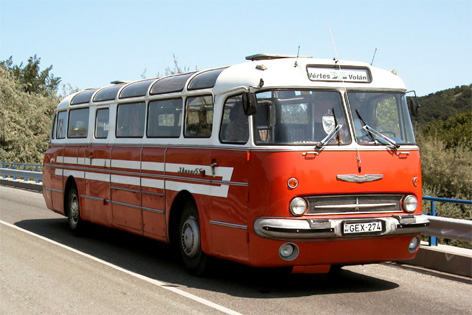
A Vértes Volán kényszerűségből újra forgalomba állított Ikarus 55 típusú nosztalgiabusza

### Érintett vasútvonalak
- Esztergom-Komárom,
- Székesfehérvár-Komárom,
- Környe-Pápa,
- Pápa-Csorna,
- Szombathely-Kőszeg,
- Körmend-Zalalövő,
- Rédics-Zalaegerszeg,
- Hajmáskér-Lepsény,
- Somogyszob-Balatonszentgyörgy,
- Nagyatád-Somogyszob,
- Sárbogárd-Székesfehérvár,
- Dombóvár-Komló,
- Szentlőrinc-Sellye,
- Barcs-Villány,
- Pécs-Pécsvárad,
- Bátaszék-Palotabozsok,
- Diósjenő-Romhány,
- Balassagyarmat-Aszód,
- Kisterenye-Kál-Kápolna,
- Kazincbarcika-Rudabánya,
- Karcag-Tiszafüred,
- Nyíregyháza-Nyíradony,
- Mátészalka-Csenger,
- Ohat-Pusztakócs-Nyíregyháza,
- Kétegyháza-Mezőhegyes-Újszeged,
- Mezőtúr-Orosháza-Mezőhegyes,
- Mezőhegyes-Battonya,
- Kisszénás-Kondoros,
- Körösnagyharsány-Vésztő-Gyoma,
- Murony-Békés,
- Kiskunfélegyháza-Orosháza,
- Kunszentmiklós-Tass-Duanapataj,
- Fülöpszállás-Kecskemét,
- Kiskőrös-Kalocsa[2]